# Марсія Морі
Марсія Морі (англ. Marcia Morey, 14 серпня 1955) — американська плавчиня.
Учасниця Олімпійських Ігор 1976 року.
Призерка Чемпіонату світу з водних видів спорту 1973, 1975 років.
Переможниця Панамериканських ігор 1975 року.

## Особисте життя
Марсія Морі є відкритою лесбійкою. Вона є однією з чотирьох відкритих ЛГБТ-членів Генеральної асамблеї Північної Кароліни.